# Йохан VII (Салм-Кирбург)
Йохан VII фон Залм-Кирбург (на немски: Yohann VII von Salm-Kyrburg; * 1493; † 11 декември 1531, погребан в „Св. Йоханисберг“) е граф на Залм, вилд – и Рейнграф в Кирбург (при град Кирн).

## Произход
Той е син на Йохан VI († 24 декември 1499), вилд – и Рейнграф фон Даун-Кирбург, и съпругата му графиня Йохана фон Мьорс-Саарверден († 1513), дъщеря на граф Николаус фон Мьорс-Саарверден († 1495) и Барбара фон Финстинген († 1492/1494). Брат е на Фридрих фон Даун († сл. 1490), капитулар в Майнц и Кьолн, Якоб фон Даун († 1533), капитулар в Трир, Кьолн и Страсбург, и Филип (1492 – 1521), вилд-и Рейнграф фон Даун, граф на Залм.

## Фамилия
Йохан VII се жени на 9 януари 1515 г. за графиня Анна фон Изенбург-Бюдинген-Келстербах (* ок. 1498/1500; † 1551/1557), дъщеря на граф Филип фон Изенбург-Бюдинген-Ронебург (1467 – 1526) и Амалия фон Ринек (1478 – 1543). Те имат 8 деца:
- Йохан VIII (1522 – 1548), вилд-и Рейнграф в Кирбург-Мьорхинген (1531 – 1548), женен на 14 януари 1540 г. във Валденбург за графиня Анна фон Хоенлое-Валденбург (1520/1524 – 1594)
- Томас (1529 – 1553), вилд – и Рейнграф в Кирбург-Пютлинген, Димеринген-Вилденбург, женен 1548/49 г. за графиня Юлиана фон Ханау-Мюнценберг (1529 – 1595)
- Урсула (1515 – 1601), омъжена I. на 28 юни 1537 г. за граф Рупрехт фон Пфалц-Велденц (1506 – 1544), II. 1546 г. за граф Йохан фон Даун-Фалкенщайн († 1579)
- Елизабет (ок. 1517 – 1584)
- Йохана (1518 – 1595), омъжена 1539 г. за фрайхер Георг I фон Флекенщайн († 1553)
- Анна, омъжена 1547 г. за граф Христоф Лудвиг фон Тенген-Неленбург († сл. 1552)
- Аделхайд († 1580), омъжена 1543 г. за Карл I Шенк фон Лимпург (1498 – 1558)
- Антония († 1589), омъжена на 15 юни 1545 г. за фрайхер Вирих фон Крихинген († 1587)